# The Great Secret (serial cinematografico)
The Great Secret è un serial muto del 1917 diretto da Christy Cabanne.

## Trama
Un ricco e giovane atleta corre in aiuto di una bella ereditiera, derubata da due mascalzoni, The Great Master e Doctor Zulph.

## Produzione
Il film fu prodotto dalla Quality Pictures Corporation.

## Distribuzione
Distribuito dalla Metro Pictures Corporation, il serial - della lunghezza totale di 441 minuti che venne presentato diviso in diciotto episodi - uscì nelle sale cinematografiche statunitensi il 1º gennaio 1917.